# Насреддін (харонський кратер)
Насреддін (англ. Nasreddin) — кратер на Хароні – супутнику Плутона. Кратера вперше виявив зонд НАСА New Horizons, коли летів до Плутона 2015 року. Названо на честь Ходжи Насреддіна, героя гумористичних народних розповідей у Близькому Сході, на півдні Європи та в частині Азії.